# Friedrich Voigts

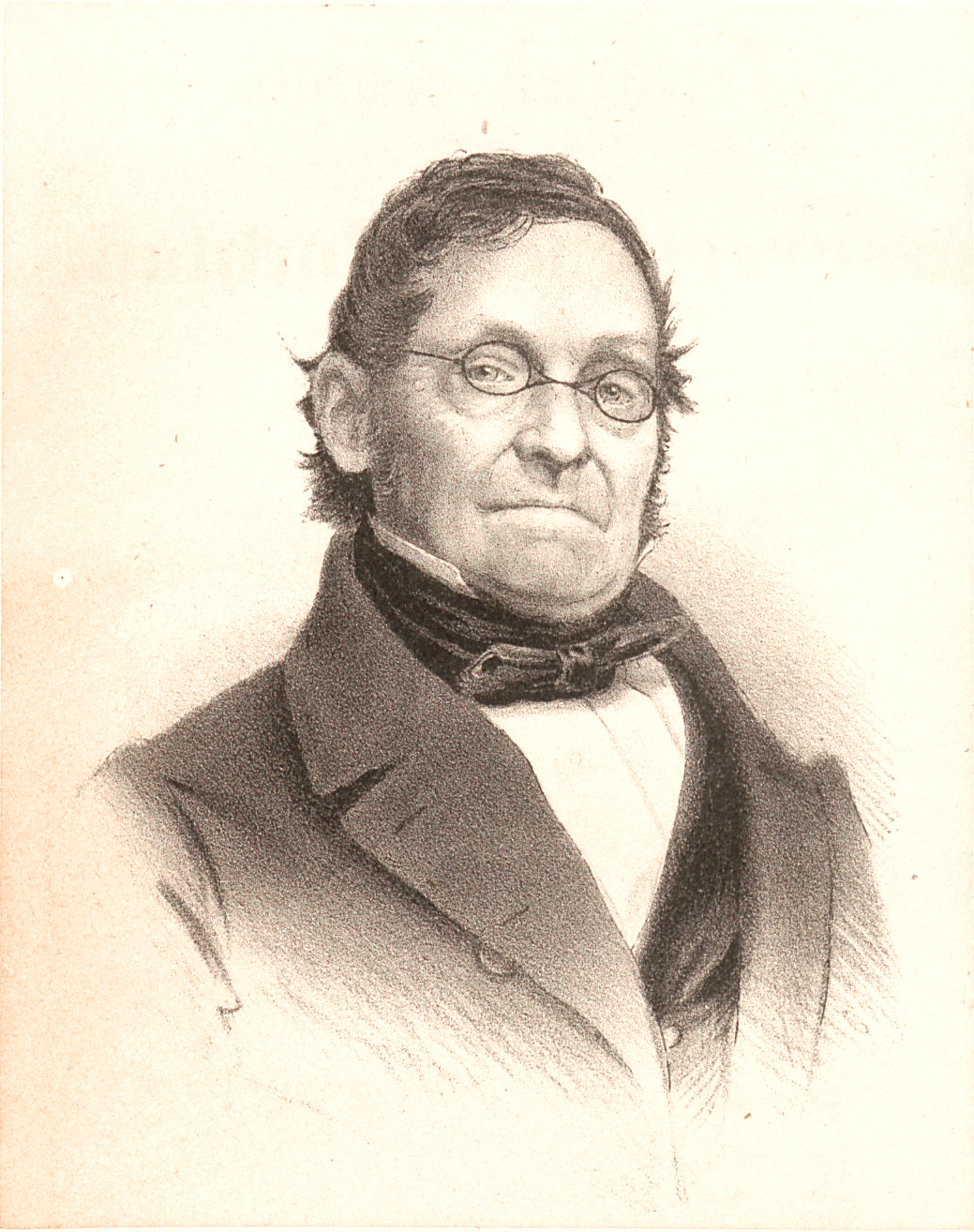
Porträt als Brustbild-Skizze des 1861 verstorbenen Schriftstellers;
anonymer Künstler, eingeklebt in Voigts Freimaurerischer Nachlass aus Klindworth’s Hof-Druckerei von 1862

Friedrich Voigts (auch: Johann Friedrich Voigts; geboren 31. Oktober 1792 in Hannover; gestorben 21. November 1861 ebenda) war ein deutscher Steuerinspektor, Schriftsteller und Freimaurer. Er war unter anderem befreundet mit Karl Klingemann und Felix Mendelssohn Bartholdy.

## Leben
Voigts wurde zur Zeit des Kurfürstentums Hannover geboren und besuchte das Lyceum seiner Heimatstadt. Während der Besetzung in der sogenannten „Franzosenzeit“ wurde er von weiterer Schulbildung abgehalten kam er durch Vermittlung des hannoverischen Staatsmannes August Wilhelm Rehberg in eine Laufbahn als Beamter der hannoverschen Steuerverwaltung.
Friedrich Voigts wurde als Schriftsteller von Zeitgenossen als „gedankenvoller und gemütvoller Novellist“ beschrieben.
Voigts starb 24 Tage nach seinem 69. Geburtstag. Nach der Trauerfeier in der Kreuzkirche wurde er auf dem Alten St.-Nikolai-Friedhof beigesetzt, wo sich noch in der Nachkriegszeit seine Grabstele fand.

## Werke (Auswahl)

Faksimilierter Sinnspruch und Unterschrift von Friedrich Voigts 1862 durch Klindworth’s Hof-Druckerei

- Libretto zu Felix Mendelssohn Bartholdys Liederspiel Die Hochzeit des Camacho[1]
- Wilhelm Blumenhagen's maurerischer Nachlass. Manuskript für Brüder Freimaurer, Hannover: bei dem Bruder (Universitäts-Cassirer) G. A. Thiemann, 1840; Digitalisat über Google-Bücher
- Hölty. Roman, Hannover: Verlag der Hahnschen Hofbuchhandlung, 1844; Digitalisat
- Geschichte der g. u . v. Freimaurerloge Friedrich zum weißen Pferde im Orient von Hanover ..., Hannover: Bruder C. F. Kius, 1846; Digitalisat über Google-Bücher
- Die Freimaurer-Logen im Königreiche Hannover. Geschichtlicher Abriss, Hannover: Hofbuchdruckerei Gebrüder Jänecke, 1855; Digitalisat über Google-Bücher
- Friedrich Voigts (Hrsg.): Die Kunst der Freimaurerei im Lichte von Fürstenstimmen und im Urtheile grosser und edler Männer. Aus dem Nachlasse eines Hochgeachteten im Staate und dem Freimaurerbunde ..., Hannover: Carl Rümpler, 1858; Digitalisat der Bayerischen Staatsbibliothek